# アルグア
アルグア（伊: Algua  ( 音声ファイル)）は、イタリア共和国ロンバルディア州ベルガモ県にある、人口約700人の基礎自治体（コムーネ）。

## 地理

### 位置・広がり
ベルガモ県中部、ヴァル・ブレンバーナのコムーネ。県都ベルガモから北北東へ15km、州都ミラノから北東へ58kmの距離にある。

#### 隣接コムーネ
隣接するコムーネは以下の通り。
- アヴィアーティコ
- ブラッカ
- コスタ・ディ・セリーナ
- ネンブロ
- サン・ペッレグリーノ・テルメ
- セルヴィーノ
- セリーナ
- ゾーニョ

### 地震分類
イタリアの地震リスク階級 (it) では、3 に分類される
。

## 行政

### 山岳部共同体
広域行政組織である山岳部共同体「ヴァッレ・ブレンバーナ山岳部共同体」  (it:Comunità montana della Valle Brembana)  （事務所所在地：ピアッツァ・ブレンバーナ）を構成するコムーネである。

### 分離集落
アルグアには、以下の分離集落（フラツィオーネ）がある。
- Frerola, Pagliaro, Rigosa, Sambusita